# Compás (música)

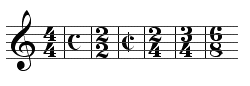
Algunos compases comunes.

El compás es la entidad métrica musical compuesta por varias unidades de tiempo (figuras musicales) que se organizan en grupos, en los que se da una contraposición entre partes acentuadas y átonas.
El compás utiliza un símbolo de compás, que es una convención de notación occidental para especificar el contenido de cada compás entre dos barras musicales.
Los compases se pueden clasificar atendiendo a diferentes criterios. En función del número de tiempos que los forman surgen los compases binarios, ternarios y cuaternarios. Por otra parte, en función de la subdivisión binaria o ternaria de cada pulso aparecen los compases simples (o compases de subdivisión binaria) en contraposición a los compases compuestos (o compases de subdivisión ternaria).
La representación gráfica del compás se hace mediante la cifra indicadora de compás, que es una convención que se emplea en la notación musical occidental para especificar cuántos pulsos hay en cada compás y qué figura musical define un pulso. En las partituras los compases se sitúan al principio del pentagrama de la obra, o bien tras una doble barra que indica un cambio de compás. La división en compases se representa mediante unas líneas verticales, llamadas líneas divisorias o barras de compás, que se colocan perpendicularmente a las líneas del pentagrama.

## Historia
Franco de Colonia (1215-1270), perteneciente a la Escuela de Notre Dame, impulsó el concepto de métrica o medida de la música, paso previo elemental para poder constituir una agrupación de tiempo mayor, es decir, el compás. En un primer momento no se le daba tanta importancia, pero cuando la música se fue haciendo más compleja, cuando la polifonía y la música instrumental fue desarrollándose, se vio la necesidad de medir el tiempo en las obras musicales. El mayor desarrollo fue en el siglo XIV, en Francia, en lo que se llamó ars nova.
En los comienzos de la notación musical, el tiempo se medía con proporciones, la semibreve medía la mitad de la breve, y así sucesivamente. La proporción entre los distintos valores, no era siempre la misma, sino que esta cambiaba dependiendo de la obra. Para indicar cuál era esa proporción entre notas, se empezaron a usar una serie de símbolos que se colocaban al inicio del pentagrama, para que los músicos pudieran interpretar correctamente la obra. El tempus era la relación entre la breve y la semibreve. Por su parte, la prolatio, la relación entre la semibreve y la mínima. Las cuatro combinaciones posibles de tempus y de prolatio se podían señalar por una serie de signos mensurales al principio de una composición: un círculo para el tempus perfectum, un semicírculo para el tempus imperfectum, cada uno de ellos combinado con un punto para el prolatio maior o sin punto para el prolatio minor.
| Signo | Nombre                            | Significado |
| ----- | --------------------------------- | --- |
|       | Tempus perfectum prolatio maior   | Un círculo con un punto en el interior significaba que una semibreve era igual a tres mínimas, dando lugar a un compás de tres tiempos con subdivisión ternaria, equivalente al actual 9 8.   |
|       | Tempus perfectum prolatio minor   | Un círculo significaba que una breve era igual a tres semibreves, dando lugar a un compás de tres tiempos con subdivisión binaria, equivalente al actual 3 4.                                 |
|       | Tempus imperfectum prolatio maior | Medio círculo con un punto en el interior significaba que una semibreve era igual a tres mínimas, dando lugar a un compás de dos tiempos con subdivisión ternaria, equivalente al actual 6 8. |
|       | Tempus imperfectum prolatio minor | Medio círculo significaba que una breve era igual a dos semibreves, dando lugar a un compás de dos tiempos con subdivisión binaria, equivalente al actual 2 4.                                |

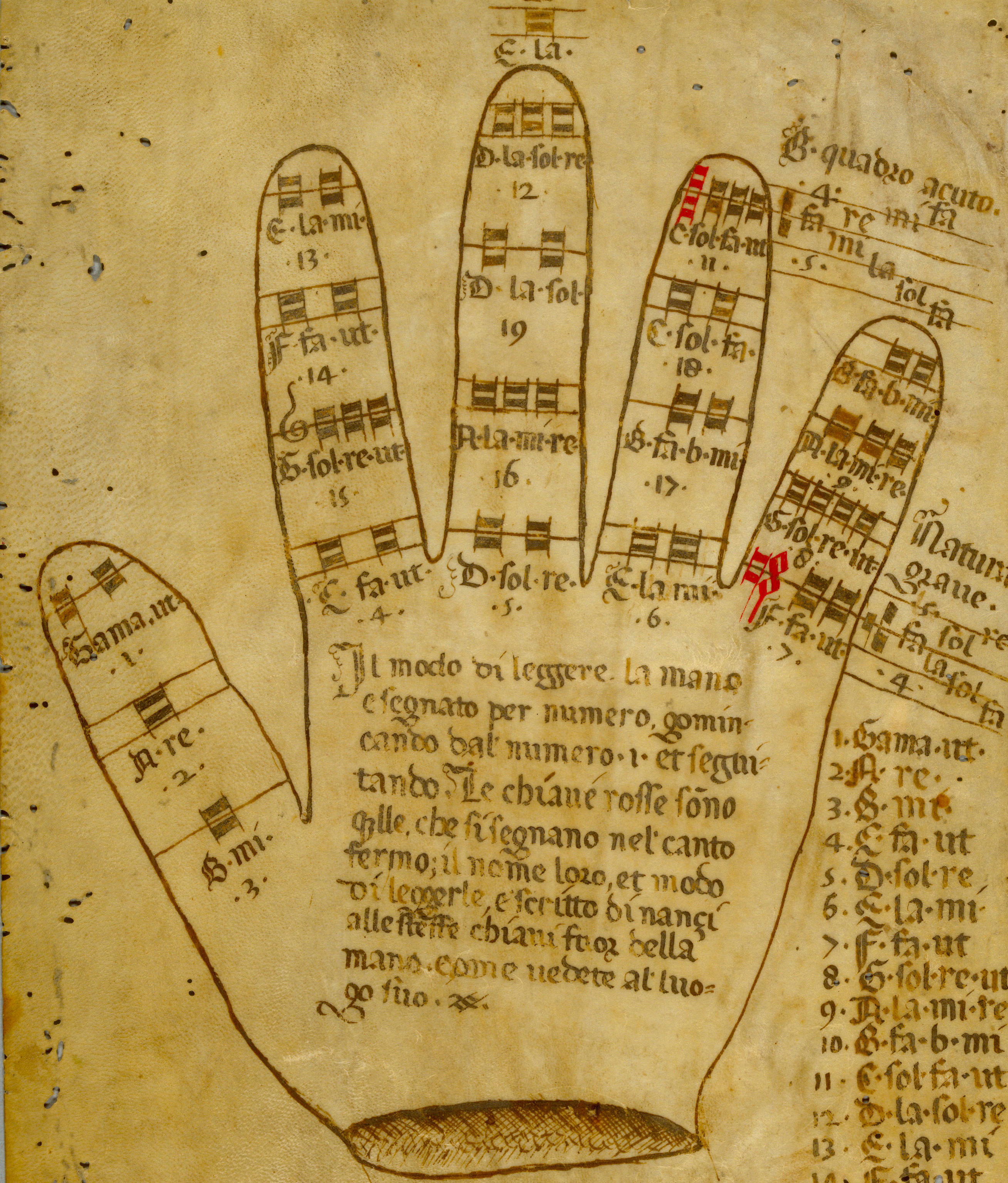
Mano guidoniana (manuscrito de Mantua,); las líneas verticales no eran barras de compás: no se usaban para diferenciar compases.

La referencia a la perfección en los términos perfectum e imperfectum se debe a la relación entre la música y la religión, consideraban que todo lo relacionado con el número tres representaba a la Santísima Trinidad. En la notación musical moderna se sigue manteniendo la C para representar el compás de 4
4, y hasta mediados del siglo XX se denominaba «compasillo».
El concepto de compás como espacio de tiempo se comenzó a establecer durante el siglo XV. Sin embargo, el sistema de líneas divisorias para delimitarlo gráficamente no se utilizó hasta el siglo XVI y su uso no fue regular hasta el siglo XVII. El primer caso que se conoce es en el año 1536, cuando Sebald Heynen la nombra en su tratado de música De arte canendi. Hasta entonces, las líneas divisorias no delimitaban compases, sino que indicaban diferencias entre lo que iba delante o después de ellos, pero no marcaban ninguna regularidad. En un principio no fue regularmente utilizado en música, y cuando se estableció definitivamente fue por la acción del barroco del centro de Europa.

## Varios tipos de ejemplos
Son los binarios, ternarios, cuaternarios e irregulares.
La combinación de dos sistemas métricos básicos, binario y ternario, da como resultado diversos tipos de compases. El compás se divide en partes llamadas tiempos o pulsos y existen varios tipos de compás en función del número de tiempos.
- La métrica binaria, que da lugar al compás binario de dos tiempos, se basa en una alternancia de pulsos fuertes o acentuados y pulsos débiles o átonos, en la cual uno de cada dos pulsos es fuerte.
- La métrica ternaria, que da lugar al compás ternario de tres tiempos, consiste en una sucesión regular de un pulso fuerte o acentuado y dos débiles o átonos. En algunos casos y en ciertos estilos o tipos de música se considera que la segunda de las dos pulsaciones átonas es algo más fuerte que la primera, sin alcanzar la acentuación de la primera de cada tres.
- La métrica cuaternaria, que da lugar al compás cuaternario de cuatro tiempos, es otro tipo de métrica que habitualmente se incluye entre las básicas, que se caracteriza porque a intervalos regulares uno de cada cuatro pulsos es fuerte. No obstante, suele considerarse que el tercer pulso también cuenta con una leve acentuación, por lo que se convierte en una sucesión fuerte - débil - medio fuerte - débil. Desde esta perspectiva el compás cuaternario se puede entender como derivado del binario, es decir, como dos compases de dos partes.
- La métrica irregular, da lugar al compás irregular formado por otra cantidad de tiempos.

Matemáticamente es más lógico solo considerar a aquellos compases con un número primo de tiempos, ya que no pueden formarse como un múltiplo de otro compás, más que del compás unitario. Los tiempos de un compás se articulan de manera diferente según la acentuación. En todos los tipos de compás de dos, tres o cuatro tiempos la primera parte es la parte fuerte del compás, que se llama «tierra»; mientras que los demás tiempos son débiles.
En el solfeo los compases se marcan tradicionalmente con el brazo derecho. El movimiento para efectuar la primera parte de cualquiera de los distintos tiempos de compás se denomina «dar», y para el resto de movimientos se denomina «alzar». Cuando el tempo de la obra es muy rápido, el director debe marcar los compases a un solo tiempo, llamado tactus. Se muestra marcando solo el primer pulso de cada compás («dar»), sin marcar demasiado el «alzar».
Simples y compuestos
El principio métrico opera en varios niveles simultáneamente. En este sentido, los pulsos se articulan en grupos binarios o ternarios. Pero cada pulso, a su vez, puede tener subdivisiones binarias o ternarias. La división de la pulsación es un hecho rítmico que en esencia también tiene implicaciones métricas, dando lugar a varios sistemas métricos más complejos. Los términos simple y compuesto se emplean en la notación anglosajona que es aplicada en el Reino Unido, Estados Unidos y Alemania.
- Compás simple (o compás de subdivisión binaria), cuando cada uno de sus pulsos o tiempos se puede subdividir en mitades.

- Si los pulsos se subdividen en dos y se agrupan de dos en dos, originan el 2
4 que es un compás binario de subdivisión binaria.
- Si los pulsos se subdividen en dos y se agrupan de tres en tres, originan el 3
4 que es un compás ternario de subdivisión binaria.

- Compás compuesto (o compás de subdivisión ternaria), cuando cada uno de sus pulsos o tiempos se puede subdividir en tercios.

- Si los pulsos se subdividen en tres y se agrupan de dos en dos, originan el 6
8 que es un compás binario de subdivisión ternaria.
- Si los pulsos se subdividen en tres y se agrupan de tres en tres, originan el 9
8 que es un compás ternario de subdivisión ternaria.

En el solfeo las subdivisiones no se marcan, sino solamente los pulsos o tiempos.

### Compases binarios
Los compases binarios se dividen en dos tiempos. A su vez, cada uno de estos pulsos se puede subdividir en dos o en tres corcheas, dando compases de subdivisión binaria o ternaria, respectivamente.
En el solfeo, los compases binarios se miden en dos tiempos: el primer tiempo con el brazo hacia abajo y el segundo tiempo con el brazo hacia arriba.

#### Compás binario de subdivisión binaria: 2/4

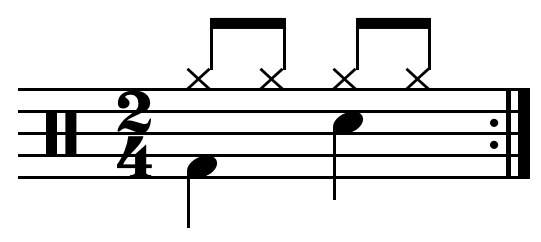
Patrón rítmico de.

Compás de dos cuartos o compás de dos por cuatro. El numerador 2 indica que el compás se divide en dos partes y el denominador 4 indica por convención que en cada una de esas partes hay una negra. Por lo tanto en todo el compás entran dos negras.
Este compás aparece frecuente en formas musicales como marchas y polkas. El tango está en 4
4, a pesar de que tradicionalmente se escribe en 2
4, e incluso se le llama «el ritmo del dos por cuatro».
El compás de 2
2 se utilizaba en la música medieval y renacentista. Actualmente no es tan habitual como el 2
4.

#### Compás binario de subdivisión ternaria: 6/8

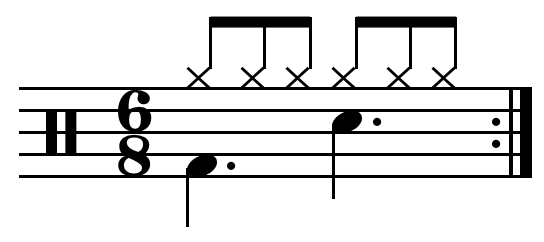
Patrón rítmico de.

Compás de seis octavos o compás de seis por ocho. El numerador 6 indica que existen 6 fracciones, y el denominador 8 quiere decir que la figura que está incluida en cada una de esas seis fracciones es ―por convención― una corchea. También por convención, este compás no se divide en tres pulsos de dos corcheas cada uno (que sería idéntico a un compás de 3
4) sino en dos pulsos con tres corcheas cada uno. En cada tiempo entra una negra con puntillo. Se marca en dos golpes con tres subdivisiones cada uno: 1-2-3, 1-2-3.
Este compás es típico en ritmos como giga doble, tarantela, barcarola, loure, marcha, polca paraguaya, galopa, guarania, zamba, cueca, marinera peruana, chacarera, segá, Bambuco, Salegy blues y slow rock 6/8 La mayoría de las marchas militares están en 6
8, a pesar de que tradicionalmente se escriben en 3
4, al igual que el vals, que podría entenderse como un 6
8 lento o un 6
4 (dos pulsos de tres negras).

### Compases ternarios
Los compases ternarios son los que se dividen en tres tiempos. A su vez, cada uno de estos pulsos se puede subdividir en dos o en tres corcheas, dando compases de subdivisión binaria o ternaria, respectivamente.
En el solfeo, los compases ternarios se miden en tres tiempos: el primer tiempo con el brazo hacia abajo, el segundo tiempo con el brazo hacia afuera y el tercer tiempo con el brazo hacia arriba.

#### Compás ternario de subdivisión binaria: 3/4

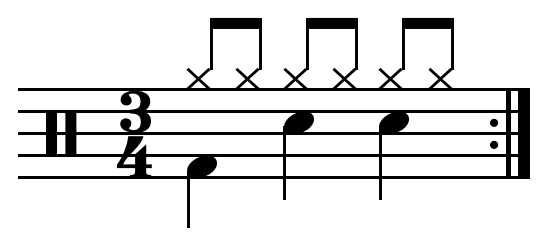
Patrón rítmico de.

Compás de tres cuartos o compás de tres por cuatro. El numerador 3 indica que el compás se divide en tres fracciones y el denominador 4 indica ―por convención― que en cada una de esas partes entra una negra, es decir, en todo el compás entran tres negras.
Es el único compás ternario de subdivisión binaria que se utiliza con regularidad. La mayoría de los valses están escritos en compás de 3
4, aunque algunos están en 6
8.
Asimismo aparece en minuetos, scherzos, joropo, son jarocho, baladas de música country, R&B (rhythm and blues) e incluso en la música pop.
En la música barroca se utilizaba el compás de 3
8 (que de acuerdo con las convenciones actuales se debería escribir en 3
4, cambiando el tempo al doble de velocidad).

#### Compás ternario de subdivisión ternaria: 9/8

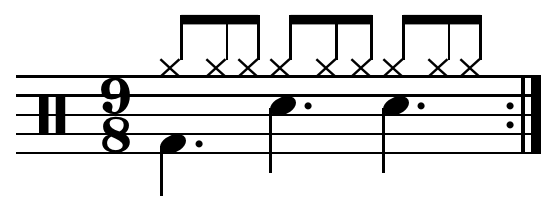
Patrón rítmico de.

Compás de nueve octavos o compás de nueve por ocho. El numerador 9 indica que hay nueve subdivisiones, y el denominador 8 indica que la figura musical que entra en cada una de esas subdivisiones es ―por convención― la corchea (1
8). También por convención se divide en tres tiempos, y cada tiempo se divide en tres subdivisiones.
Es decir, en cada uno de los tres tiempos entraría una negra con puntillo, y en todo el compás entrarían tres negras con puntillo.
Este compás se emplea en la música clásica, así como en el jazz. En música clásica encontramos muestras en las siguientes obras. Por ejemplo, el movimiento final del Concierto para violín en la menor (BWV 1041) de Bach, la Cabalgata de las valquirias de Wagner, la Cuarta sinfonía de Chaikovski, el Clair de Lune y el Prélude à l'après-midi d'un faune de Debussy.

### Compases cuaternarios
Los compases cuaternarios se dividen en cuatro tiempos. A su vez, cada uno de estos pulsos se puede subdividir en dos o en tres corcheas, dando compases de subdivisión binaria o ternaria, respectivamente.
En el solfeo, los compases cuaternarios se miden en cuatro tiempos. Si se usa el brazo derecho: el primer tiempo se marca con el brazo hacia abajo, el segundo tiempo con el brazo hacia la izquierda («hacia dentro»), el tercer tiempo con el brazo hacia la derecha («hacia afuera») y el cuarto tiempo con el brazo hacia arriba.

#### Compás cuaternario de subdivisión binaria: 4/4

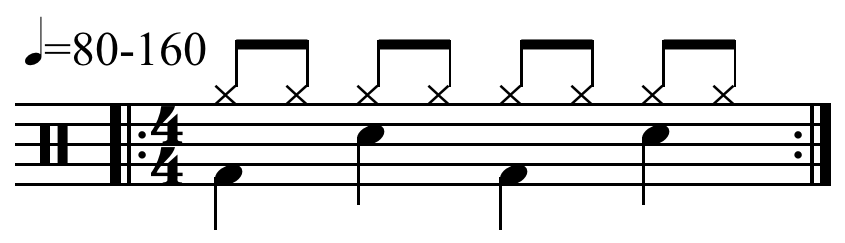
Patrón rítmico de.

Compás de cuatro cuartos o compás de cuatro por cuatro. Es un compás «cuaternario» (aunque esta nomenclatura está últimamente en desuso). El numerador 4 indica esos cuatro tiempos en los que se divide, y el denominador 4 indica que en cada una de las partes entra una negra. De esta manera, en todo el compás entrarían 4 negras.
Este compás es simplemente un caso particular de compás binario (divisible por dos) simple (subdivisible por dos), que sólo posee como ejemplos el compás de 2
4 y el compás de 4
4. La denominación "cuaternario" ha caído en desuso. Se dejó de utilizar ya que no tiene sentido mantener una categoría para un solo caso particular. Es difícil discriminar la diferencia entre compás de 2
4 y el de 4
4, ya que el oído agrupa con más naturalidad los pulsos en conjuntos de 2 o de 3, y no en conjuntos de 4 o de 6.
En el canto gregoriano de la Edad Media también se usaba el de 4
2 (cuatro blancas por compás).
Existe la posibilidad de representar a este compás con una , se dice que la razón es que entre los siglos XIV y XVI se le denominaba «compasillo». Sin embargo, en otras lenguas europeas no se usa la palabra «compasillo», pero sí la misma letra . Como hemos visto en el apartado historia el tempus perfectum (ternario) se representaba por un círculo y el tempus imperfectum (binario) se señalaba con un semicírculo. Por tanto, son reminiscencias históricas los signos como  en el 4
4 y «₵» en el compás de 2
2, llamado alla breve. Este símbolo escrito dos veces algunas veces se usa para representar el compás de 4
2, aunque resulta un poco confuso y a veces no se escribe doble.

#### Compás cuaternario de subdivisión ternaria: 12/8

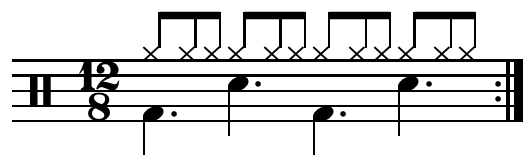
Patrón rítmico de.

Compás de doce octavos o compás de doce por ocho. El numerador 12 indica que en total tiene doce subdivisiones. Como —por convención— tiene cuatro tiempos, habrá tres subdivisiones por tiempo. El denominador 8 indica que en cada una de esas subdivisiones entra una corchea. En cada uno de los cuatro tiempos entrará una negra con puntillo.
Este compás es común en el blues más lento y el doo-wop. Más recientemente también se utiliza en algunas pocas canciones de rock. La balada Close to you (de Burt Bacharach y Hal David) está en 12
8.

### Compases irregulares
También se usa el compás de 8
8, que no es binario, ternario, simple ni compuesto, ya que se utiliza cuando el compositor desea que se perciba un patrón de ritmo no tan regular. Esta subdivisión arbitraria generalmente debe ser especificada al principio del primer pentagrama de la obra. El compás de 8
8 más común es el 3+3+2 (ritmo de la entradilla segoviana, también utilizado en los tangos de vanguardia de Astor Piazzolla, por ejemplo; mientras que los antiguos tangos de la «guardia vieja» estaban siempre en compás de 4
4).
Otros compases inusuales han sido utilizados en la música académica del siglo XX, en la música folclórica búlgara, húngara, española, etc. o en el rock progresivo de los años setenta son los de 5
8 (cinco corcheas por compás) y 7
8 (siete corcheas por compás).
El compositor debe avisar al comienzo del pentagrama cómo quiere que los músicos enfaticen el compás: en el caso del 5
8 puede ser 3+2 (llamado rueda (danza) Castellana o de Castilla en España), 2+3 o 1+2+2 (llamado zorcico en España); en el caso del 7
8 puede ser 2+2+3, 2+3+2, 3+2+2, etc. Un caso especial se da para los ritmos balcánicos (Música de los Balcanes), especialmente la música Búlgara en la cual se establecen distintos grupos de compases irregulares. En la música búlgara es donde la implementación de estos ritmos se lleva tradicionalmente más lejos.

## Representación gráfica

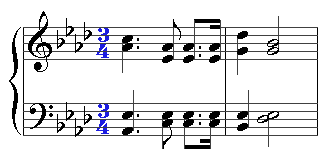
Indicaciones de compás destacadas en azul.

### Indicación de compás
La «indicación de compás» es un dispositivo notacional utilizado en la notación musical occidental con el propósito de especificar cuántos pulsos hay en cada compás y qué figura musical define un pulso. En las partituras los compases aparecen representados al principio del pentagrama de la obra. Se sitúan inmediatamente después de la armadura; o bien, inmediatamente después de la clave si la obra está en la tonalidad de do mayor o en la menor que no tienen alteraciones. También puede aparecer en medio de la partitura tras una doble barra indicando un cambio de compás.
Por convención, los compases se indican por medio de dos cifras que se representan en forma de fracción. Estos signos indican ritmos, pero no necesariamente los determinan.
- En compases simples (o compases de subdivisión binaria), cada pulso tiene el valor de una nota sin puntillo. El numerador representa el número de tiempos o pulsos que tendrá el compás. El denominador representa la unidad de pulso, que es la figura que llenará un tiempo del compás.[8]
- En compases compuestos (o compases de subdivisión ternaria), la nota con puntillo es la unidad de pulso. Consecuentemente, tanto los números superiores como los inferiores no representan la cantidad de pulsos por partitura y la unidad de pulso. El numerador representa el número de subdivisiones ternarias totales. El denominador representa la figura musical que llena cada tercio de parte. En este tipo de compases las figuras musicales se suelen escribir con las plicas unidas de tres en tres marcando la subdivisión ternaria.[8] Por lo general son compases de subdivisión ternaria todos aquellos que tengan como numerador los múltiplos de 3 (6, 9 y 12). Cualquier otro numerador indicaría que es un compás de subdivisión binaria.

Las equivalencias entre número y figura musical son las siguientes:
- 1 equivale a la redonda.
- 2 equivale a la blanca.
- 4 equivale a la negra.
- 8 equivale a la corchea.
- 16 equivale a la semicorchea.
- 32 equivale a la fusa.
- 64 equivale a la semifusa.
- 128 equivale a la garrapatea o cuartifusa (en desuso).
- 256 equivale a la semigarrapatea (en desuso).

### Líneas divisorias
Las «líneas divisorias» (o barras de compás) son unas líneas verticales que se colocan sobre el pentagrama para delimitar y separar los compases. En una obra musical escrita las notas y los silencios que estén comprendidos entre dos líneas divisorias componen un compás. Un fragmento musical estará compuesto por el conjunto de compases que lo conforman, los cuales tendrán la misma duración hasta que se cambie el tipo de compás.
El final de un fragmento musical u obra se señala mediante una doble barra de compás, que también se usa para señalar partes principales o unidades formales de un fragmento de música, así como un cambio de compás o un cambio de clave.

## Discrepancias audioperceptivas
En ocasiones hay discrepancias audioperceptivas con respecto a la percepción del compás. Por ejemplo, en un vals se percibe que los pulsos se agrupan naturalmente en conjuntos de tres. Por eso se dice que el vals está en compás ternario simple, que se baila con tres pasos (1-2-3, 1-2-3, 1-2-3). En cambio, otros analistas piensan que los bailarines de vals agrupan los compases ternarios en grupos de dos, lo que los convierte en un compás binario compuesto haciendo que cada compás se baile con seis pasos divididos en dos (1-2-3-1-2-3, 1-2-3-1-2-3).